# 南岗洼桥
39°47′04″N 116°11′20″E / 39.784514°N 116.188856°E
南岗洼桥位于北京市丰台区长辛店南岗洼村，是一座明初建造的五孔联拱石桥。于1991年修建京石高速公路时于2.5米地下发掘出，整体结构基本完好，桥体长44.75米，桥面最宽处9.55米，下为五孔券洞，主孔净跨3.45米，桥墩呈船形与卢沟桥类似。桥面两侧有22根高1.3米的望柱。据考证应为明代万历四十二年（1614年）所建永安桥。其所在哑巴河为汛期季节河，此桥的发掘为古“无定河”（即今永定河）及其河道变迁提供了实证。2001年，南岗洼桥被确定为北京市文物保护单位。